# قلعة سانتا كروز

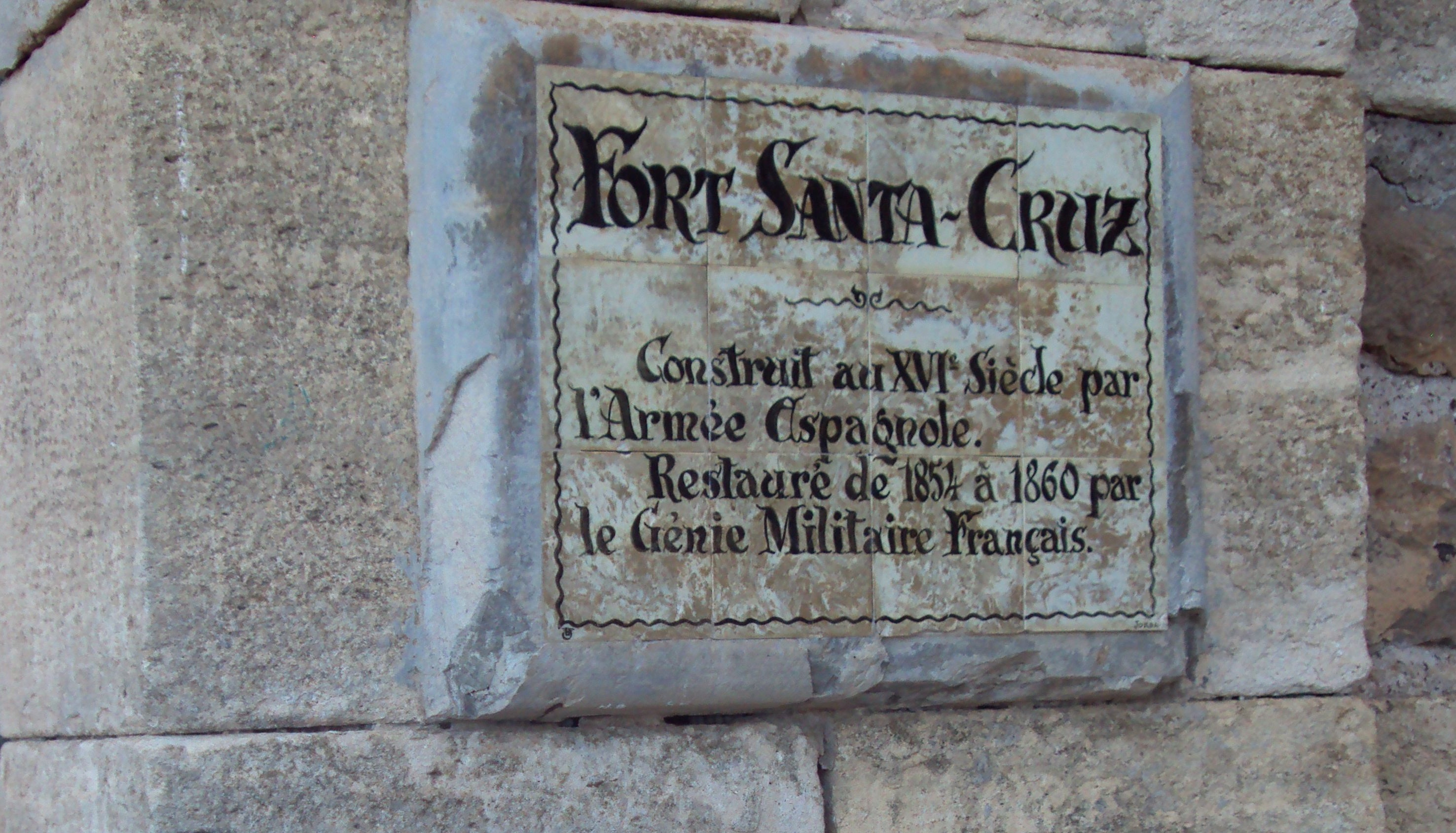
مدخل القلعة

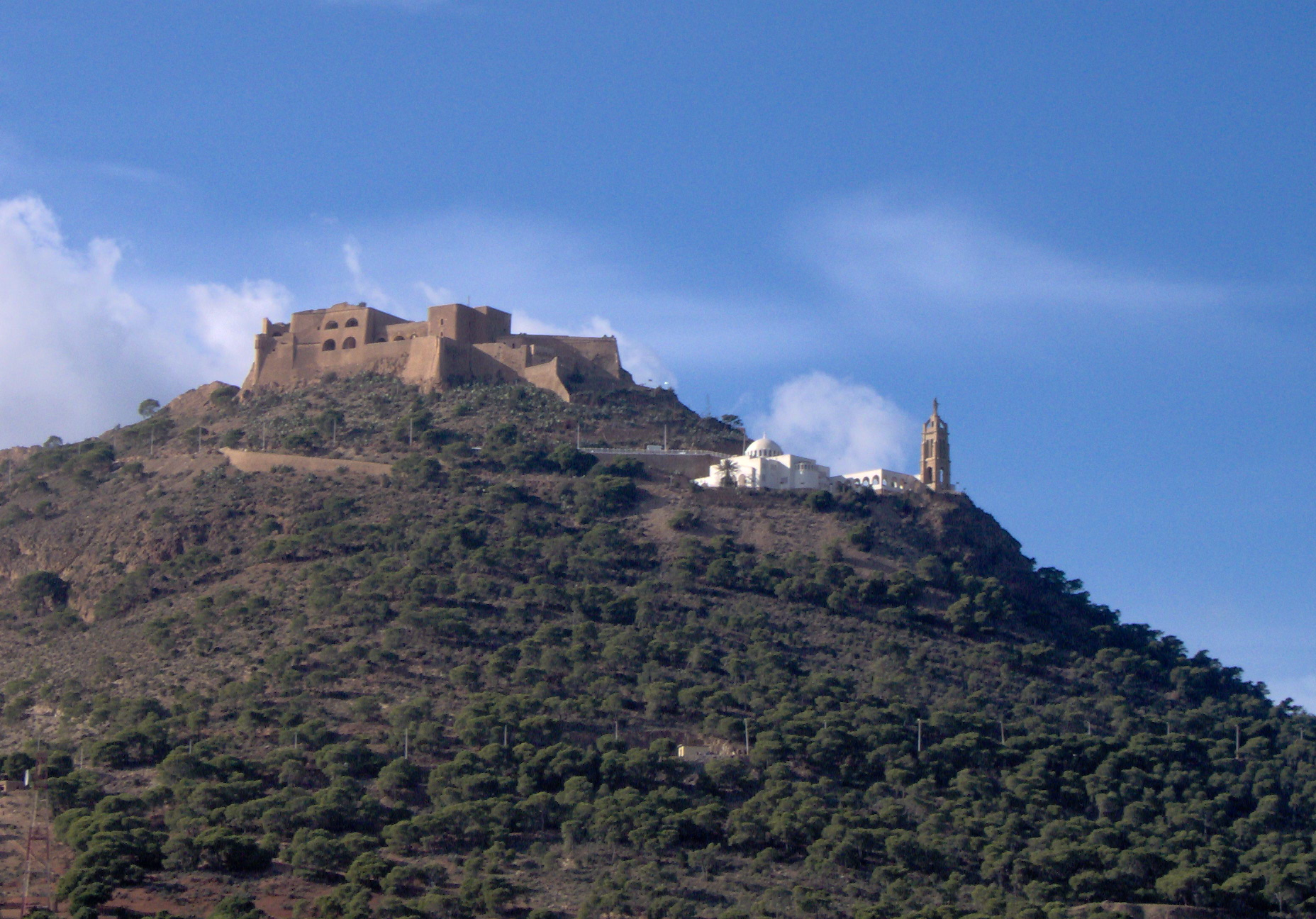
قلعة سانتا كروز بوهران

قلعة سانتا كروز، توجد في مدينة وهران، والتي بنيت من قبل الإسبان في عام 1577 -1604. وكانت هذه القلعة حصنا يستعمل لمراقبة ميناء وساحل مدينة وهران . تقع هذه القلعة على أعلى قمة  جبل المرجاجو واسع النطاق. وقد ساعد موقعها الاستراتيجي في الحفاظ على شكلها سليما رغم السنين.
تقف كنيسة صغيرة، تعرف باسم كنيسة سانتا كروز، بالقرب من القلعة. تم تجديد هذه الكنيسة الصغيرة ببرج، يحتوي على تمثال ضخم للسيدة مريم العذراء، يُقال إنه نسخة طبق الأصل للتمثال في كاتدرائية نوتردام دي لا غارد في مرسيليا.

## الموقع

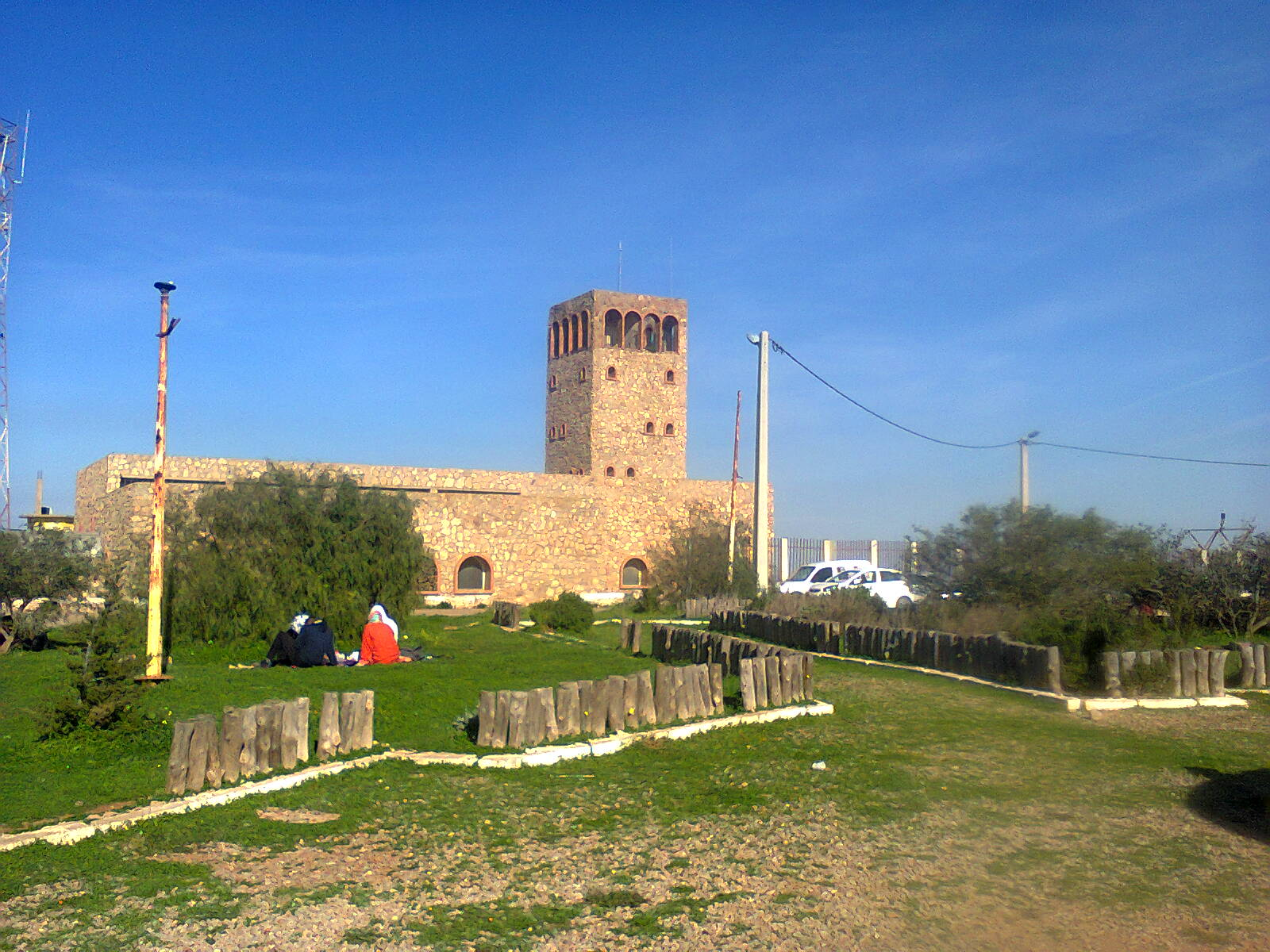
صورة من جبل مرجاجو

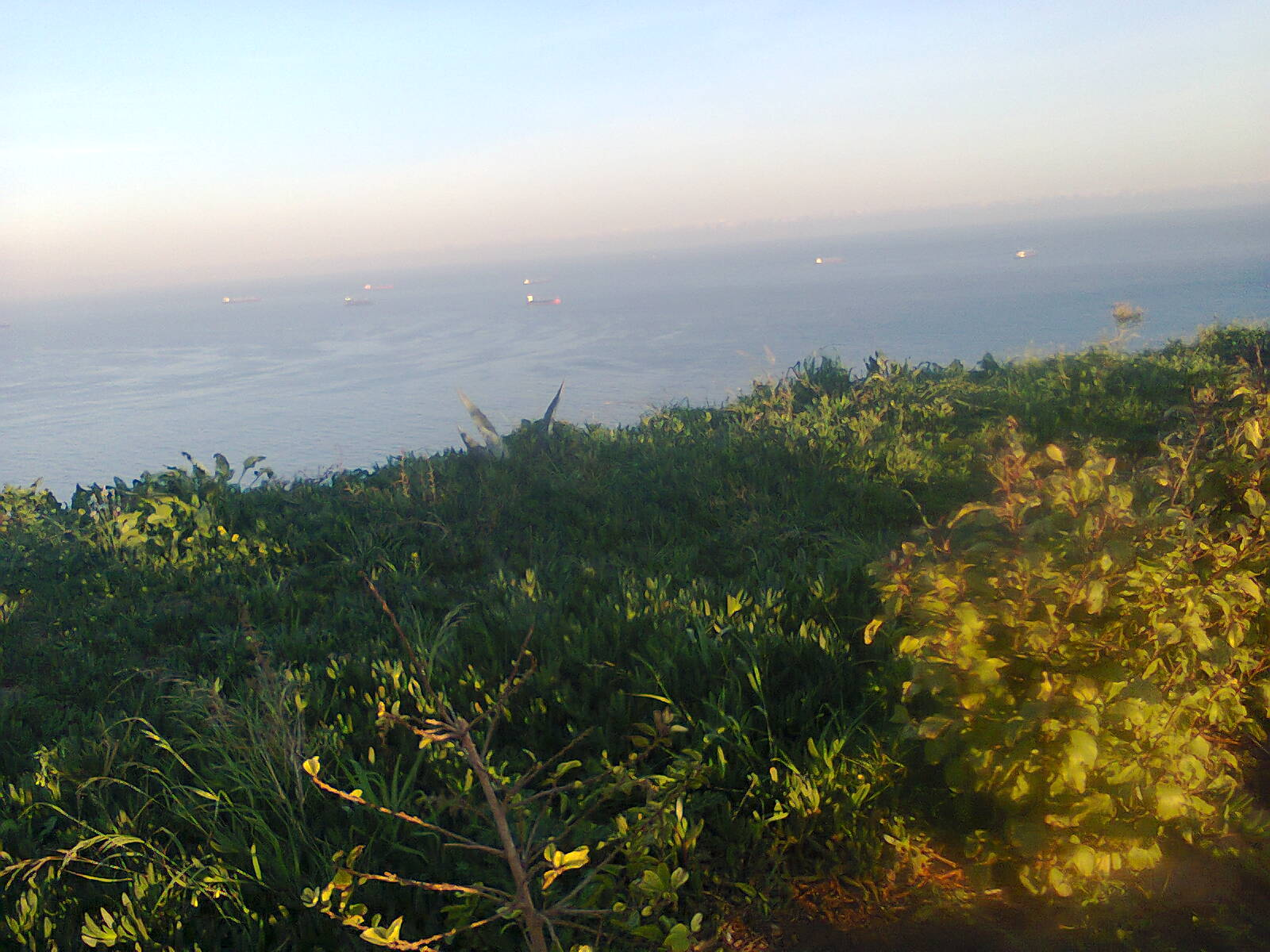
صورة لساحل وهران من سفح جبل مرجاجو

تقع القلعة على ارتفاع حوالي 400 متر (1,300 قدم) في جبل مرجاجو ، المعروف أيضا باسم «بيك دي ايدور»، حيث يمكن مشاهدة المرسى الكبير الميناء العسكري الاستراتيجي بوهران، ومعظم مدينة وهران. تحت القلعة، على منحدر التل، توجد كنيسة مريم العذراء، وهي موقع الحج الكاثوليكي .

## تاريخ

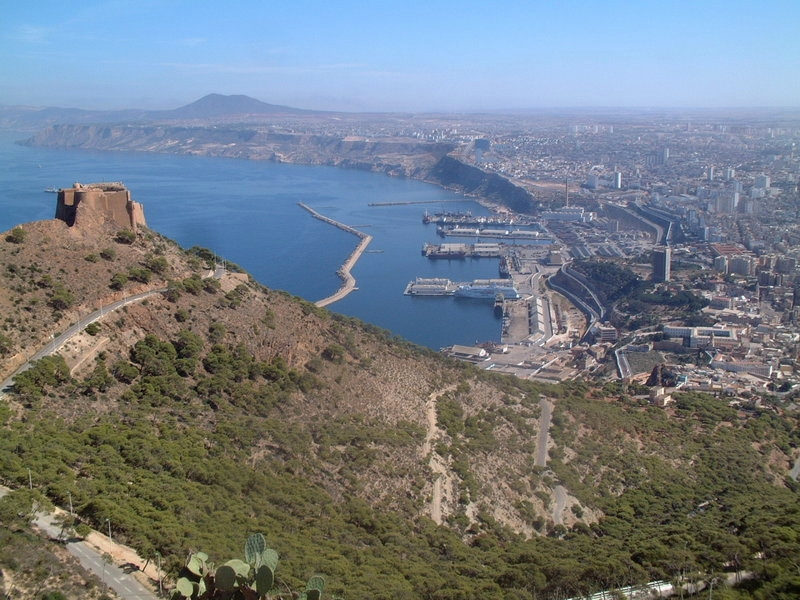
منظر لميناء وهران من على سطح قلعة سانتا كروز

بنى العثمانيون الحصن الأول في الموقع. وبعد أن هزم الإسبان العثمانيين في القرن السادس عشر، أعادوا بناء حصن سانتا كروز. حكم الإسبان وهران لنحو 300 سنة حتى 1792. في الماضي، كانت قلعة سانتا كروز مركز ضيافة لحكام مدينة وهران.
نمت المدينة تحت الحكم الإسباني مما تطلب توسيع أسوارها. على الرغم من التحصينات المحسنة، كانت المدينة هدفا للهجمات المتكررة و الجزائريين أصحاب مواقف في الفترات الصعبة وتحرير وهران محك اختبار هذه الوطنية التي كانت مجسدة عند الجزائريين ويدل أيضا تحرير مدينة وهران على أن الجزائريين يحدوهم وعي تاريخي وكانت هبة الجزائريين لتحرير وهران "دليلا على الوحدة الوطنية لدى الشعب الجزائري", وفق ذات الباحث الذي ذكر أن الاحتلال الإسباني الأول لمدينة وهران كان في 1509 ليتم تحريرها سنة 1709 لكن أعاد الإسبان احتلالها مرة ثانية في 1732 ليتم تحريرها نهائيا يوم 23 فبراير 1792 بفضل جهود الباي محمد الكبير بن عثمان الذي جند عدد كبير من الجزائريين لطرد المحتل الإسباني بفضله .  
ومن جهته, يرى الباحث في ذات المخبر, حسني بليل, أن الباي محمد الكبير بن عثمان وضع إستراتيجية لدحر الاستعمار الاسباني حيث اعتمد على علماء وطلبة المدارس القرآنية لعدة مناطق على غرار غريس و مازونة و غليزان وتيهرت (تيارت) وتلمسان ومعسكر وأحواز مدينة وهران سيدي الهواري و حي بلونتار و رأس العين الذين قدموا تضحيات جسام لطرد هذا الاستعمار وسقطوا في ميدان الشرف وهران الجزائرية .
تعرضت وهران أيضًا لزلزال في عام 1791، عندما تعرضت معظم المدينة لأضرار وتم إجلاء الأسبان الذين حكموا من عام 1509. ثم احتل الفرنسيون المدينة في عام 1831.
كان حصن سانتا كروز أعلى الحصون الثلاثة التي أقامها الأسبان فوق بلدة وهران التي كانت مدينة ذات غالبية مسلمة تضم مباني من الطراز المعماري المغربي .
لإظهار هيمنتهم على «الهلال فوق الصليب»، بنى السكان المحليون زاوية مرابطين، مقابل القلعة على ارتفاع أعلى. توج هذا المصلى بهلال على قبة بيضاء. بقي الإسبان هنا حتى 1792، أي بعد زلزال 1791. عندما احتل الفرنسيون، هاجر المسلمون جميعًا إلى الأجزاء الداخلية من الجزائر، لكن الكثيرين عادوا لاحقًا بعد هزيمة الأمير عبد القادر.
أيضا، فإن الإسبان لم يترددوا في 1509، في تحصين القلعة التي تقع على جبل Aïdour، التي دمرت مرارا وتكرارا في قتال شرس. وقد بنيت بين عامي 1577 و 1604، وحفرت أساسات أكثر عمقا لحماية الحصن. وقد تطلب الحصن تحسينات وترميمات كثيرة منذ ذلك الوقت.

## هندسة معمارية
تحتل القلعة، التي بنيت بين عامي 1577 و 1604، موقعًا استراتيجيًا. كانت تحصينات المكان تتكون من جدران سميكة مستمرة تزيد مساحتها عن كيلومترين ونصف، وتحيط بها أبراج متينة ومتباعدة فيما بينها، مع قلعة مركزية أو قصبة حيث أسس الحاكم الأسباني مقره فيها. تم بناء الحصن بالحديد والخشب والرمل والجير والماء الذي حُمل إلى التل عبر مسارات متعرجة وصعبة. وبعد هجمات العدو المتكررة تم توسيعه مرارًا وتكرارًا لتقوية التحصينات عن طريق التوغل في أعماق التل. هناك سراديب تحت الأرض تصل بين جميع الحصون، والأنفاق التي تمر تحت البلدة تسمح بالصعود والنزول من التلال المختلفة. في الحقبة الاستعمارية كان يجب الحصول على إذن لاستكشاف هذا المقطع من عقيد المهندسين.

## كنيسة سانتا كروز

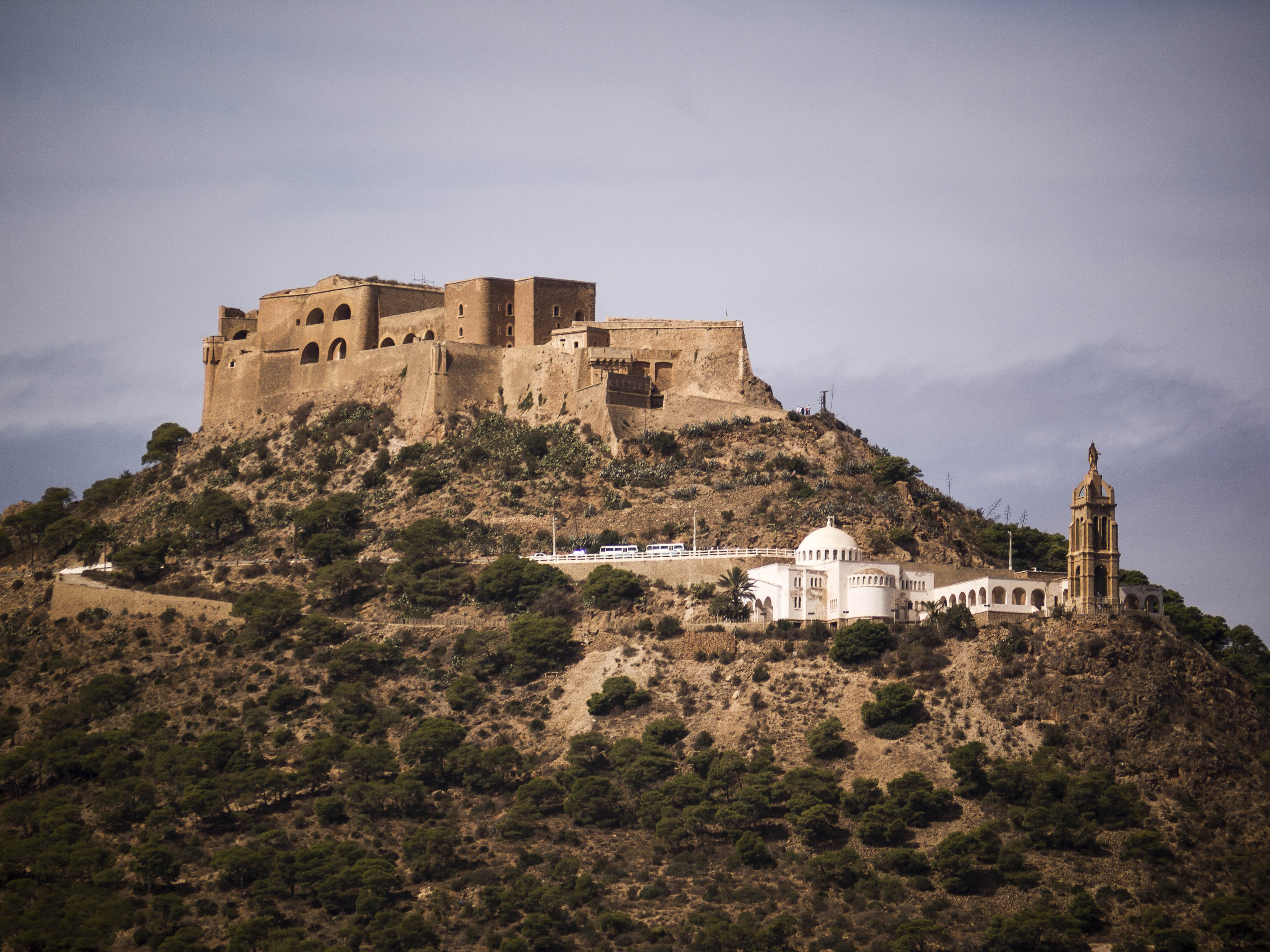
صورة لأحد المعالم الأثرية في الجزائر

تم بناء كنيسة سانتا كروز على يد أسقف وهران في المكان الذي حمل فيه تمثال مريم العذراء في موكب، تبعه أهل المدينة، إلى تل وهران، عندما فتك وباء الكوليرا بسكان وهران، في عام 1847. طلبوا بركات من مريم العذراء لحماية المدينة من الوباء وأن تبارك المكان بالمطر. بعد هطول الأمطار، تم إنقاذ مدينة وهران والمنطقة من وباء الكوليرا. تكريما لهذه المعجزة، تم بناء كنيسة صغيرة على التل عند سفح قلعة سانتا كروز. تدعى هذه الكنيسة «كنيسة سانتا كروز». كانت تعتبر حامي المدينة. احتفل بذكرى هذا الحدث من كل عام حتى استقلت الجزائر في عام 1962، تم الاحتفال بيوم الصعود عندما قام أهالي وهران والمناطق المحيطة بها بالحج تسلقا لدرب الجبل إلى الكنيسة.